# 波薩多夫斯基冰川 (鮑威特島)
54°25′S 3°22′E / 54.417°S 3.367°E
波薩多夫斯基冰川（德語：Posadowsky-Gletscher），是南極洲的冰川，位於鮑威特島，處於西爾孔西申角以東1.9公里，由德國的高斯號遠征繪入地圖和命名，由挪威的南極領地管轄。